# Dicranoptycha basitarsata
Dicranoptycha basitarsata är en tvåvingeart som beskrevs av Alexander 1960. Dicranoptycha basitarsata ingår i släktet Dicranoptycha och familjen småharkrankar.
Artens utbredningsområde är Madagaskar. Inga underarter finns listade i Catalogue of Life.